# Altes Rathaus (Prestwick)

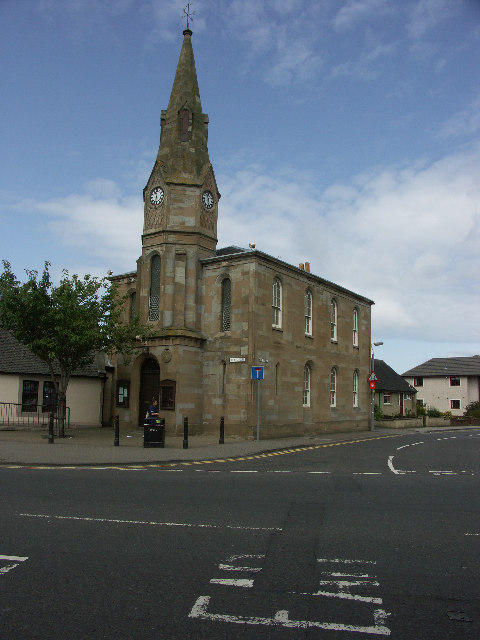
Altes Rathaus von Prestwick

Das Alte Rathaus von Prestwick liegt in der schottischen Stadt Prestwick in der Council Area South Ayrshire. Das Gebäude stammt aus dem Jahre 1837. Ursprünglich als Schule erbaut diente das Bauwerk später als Rathaus. Außerdem wurde das Erdgeschoss zeitweise als Gefängnis genutzt. In den 1850er Jahren besuchten durchschnittlich 60 Schüler die Schule. Der Rektor erhielt ein Gehalt von 5 £, welches durch Schulgebühren finanziert wurde. 1971 wurde das Bauwerk in die schottischen Denkmallisten in der Kategorie B aufgenommen.

## Beschreibung
Das Gebäude liegt an prominenter Position an der Einmündung der Kirk Street in die Monkton Road (A79) im alten Zentrum Prestwicks. Das markante Bauwerk ist im neogotischen Stil gestaltet. An der südostexponierten Frontseite tritt ein dreistöckiger Turm mit spitzem Helm hervor. Er ist dekorativ ornamentiert mit Strebepfeilern und Kaffgesimse. Allseitig sind Turmuhren installiert. Das längliche, zweistöckige Gebäude ist mit Rundbogenfenstern gestaltet. Es schließt mit einem Walmdach ab.